# Sentenciados
Sentenciados es el nombre del primer álbum de estudio de Baby Rasta & Gringo. Fue lanzado el 11 de mayo de 2004 bajo el sello Universal Music Latino. Como bonus track, el cantante Cheka adelanta su álbum debut Sin rivales.
Cuenta con el sencillo «El carnaval» y 2005, se lanzó una reedición, la cual contó con dos canciones nuevas, la versión bachata de la canción «Avísame» y la versión en inglés de la canción «Dime si eres mía». Contó con la participación de Kendo Kaponi, quien debutó en el ámbito musical por primera vez en este disco, conformando el dúo Tony Tone & Kendo.

## Gráficos
| Listas (2004)                      | Posición |
| ---------------------------------- | -------- |
| U.S Top Latin Albums (Billboard)   | 10       |
| U.S Heatseekers Albums (Billboard) | 26       |
| U.S Tropical Albums (Billboard)    | 1        |

## Lista de canciones

### Edición estándar (2004)
| N.º   | Título                                        | Duración |  |
| 1.    | «Yo soy así» (Solo por Baby Rasta)            | 4:35     |  |
| 2.    | «Interlude»                                   | 0:27     |  |
| 3.    | «Presidente de la música»                     | 3:17     |  |
| 4.    | «Tu y quien más»                              | 3:09     |  |
| 5.    | «Interlude»                                   | 0:32     |  |
| 6.    | «Yo quiero contigo»                           | 2:49     |  |
| 7.    | «El carnaval»                                 | 3:46     |  |
| 8.    | «Avisame»                                     | 3:39     |  |
| 9.    | «Te quiero desnuda»                           | 3:03     |  |
| 10.   | «Dime si eres mia»                            | 3:30     |  |
| 11.   | «Peleando con mi música»                      | 3:43     |  |
| 12.   | «La vida es cruel» (Solo por Baby Rasta)      | 2:45     |  |
| 13.   | «Antes de ser cantante» (Solo por Baby Rasta) | 4:34     |  |
| 14.   | «Ven yale» (Solo por Gringo)                  | 2:55     |  |
| 15.   | «Niña»                                        | 3:20     |  |
| 16.   | «Canchan»                                     | 2:16     |  |
| 17.   | «Sentenciado por ti» (con Cheka)              | 3:36     |  |
| 18.   | «Provocame» (Solo por Chencha & Machito)      | 2:56     |  |
| 19.   | «Sola» (Solo por Tony Tone & Kendo Kaponi)    | 3:08     |  |
| 20.   | «Esto es real» (con Gastam)                   | 3:41     |  |
| 21.   | «Sentenciado por ti (Remix)»                  | 3:37     |  |
| 22.   | «Sin rivales (Bonus track)» (Solo por Cheka)  | 5:02     |  |
| 70:20 |                                               |          |  |

### Reedición (2005)
| N.º   | Título                                        | Duración |  |
| 1.    | «Avisame (Version bachata)»                   | 3:46     |  |
| 2.    | «Dime si eres mia (Version inglés)»           | 3:30     |  |
| 3.    | «Yo soy así» (Solo por Baby Rasta)            | 4:35     |  |
| 4.    | «Interlude»                                   | 0:27     |  |
| 5.    | «Presidente de la música»                     | 3:17     |  |
| 6.    | «Tu y quien más»                              | 3:09     |  |
| 7.    | «Interlude»                                   | 0:32     |  |
| 8.    | «Yo quiero contigo»                           | 2:49     |  |
| 9.    | «El carnaval»                                 | 3:46     |  |
| 10.   | «Avisame»                                     | 3:39     |  |
| 11.   | «Te quiero desnuda»                           | 3:03     |  |
| 12.   | «Dime si eres mia»                            | 3:30     |  |
| 13.   | «La vida es cruel» (Solo por Baby Rasta)      | 3:43     |  |
| 15.   | «Antes de ser cantante» (Solo por Baby Rasta) | 4:34     |  |
| 16.   | «Ven yale» (Solo por Gringo)                  | 2:55     |  |
| 17.   | «Niña»                                        | 3:20     |  |
| 18.   | «Canchan»                                     | 2:16     |  |
| 19.   | «Sentenciado por ti» (con Cheka)              | 3:36     |  |
| 20.   | «Provocame» (Solo por Chencha & Machito)      | 2:56     |  |
| 21.   | «Sola» (Solo por Tony Tone & Kendo Kaponi)    | 3:08     |  |
| 22.   | «Esto es real» (con Gastam)                   | 3:41     |  |
| 23.   | «Sentenciado por ti (Remix)»                  | 3:37     |  |
| 24.   | «Sin rivales (Bonus track)» (Solo por Cheka)  | 5:02     |  |
| 77:36 |                                               |          |  |